# Сузана Баварска
Сузана Баварска (на немски: Susanne von Bayern; * 2 април 1502, Мюнхен; † 23 април 1543, Нойбург на Дунав) от фамилията Вителсбахи, е принцеса на Бавария-Мюнхен и чрез женитба маркграфиня на Бранденбург-Кулмбах и пфалцграфиня на Пфалц-Нойбург.

## Живот
Тя е най-малката дъщеря на херцог Албрехт IV от Бавария-Мюнхен (1447 – 1508) и ерцхерцогиня Кунигунда Австрийска (1465 – 1520), дъщеря на император Фридрих III и неговата съпруга инфанта Елеонора от Португалия.
На 25 август 1518 г. на имперското събрание в Аугсбург Сузана се омъжва за Казимир от Бранденбург-Кулмбах († 1527) от род Хоенцолерн, маркграф на Бранденбург-Кулмбах от 1515 до 1527 г. На голямата сватба присъства и нейният чичо император Максимилиан I.
След смъртта на Казимир Сузана се омъжва на 16 октомври 1529 г. в Нойбург на Дунав за пфалцграф Отхайнрих от фамилията Вителсбахи от Пфалц-Нойбург († 1559). Бракът е нещастен и те нямат деца. През 1530 г. Отхайнрих построява за Сузана ловния дворец Грюнау. Тя не получава титлата пфалцграфиня.

## Деца
Сузана и Казимир имат децата:
- Мария (1519 – 1567)

∞ 1557 курфюрст Фридрих III фон Пфалц (1515 – 1576)
- Катарина (1520 – 1521)
- Албрехт Алкибиадес (1522 – 1557), маркграф на Бранденбург-Кулмбах
- Кунигунда (1524 – 1558)

∞ 1551 маркграф Карл II фон Баден-Дурлах (1529 – 1577)
- Фридрих (*/† 1525)